# Alienetherium
Alienetherium — вимерлий рід гієнодонтових ссавців родини Hyaenodontidae. Скам'янілості знайдено у Франції. Описано 1 вид: Alienetherium buxwilleri.